# Giro en J

Animación de un Giro en J

El giro en J es una maniobra de conducción usada para dar media vuelta a un vehículo que circula hacia atrás, con la intención de continuar su movimiento en la misma dirección pero con el automóvil mirando hacia el sentido correcto. Al giro en J también se le llama el “giro del traficante”, por formar parte de las técnicas de conducción evasiva de los traficantes de alcohol. Un giro en J se diferencia con el giro del pirata porque el primero se realiza con el vehículo circulando hacia atrás.
También es conocida como “Rockford”, dado que en el programa "The Rockford Files" es una maniobra que se usa constantemente.

## Técnica
La maniobra se lleva a cabo girando rápidamente el volante hacia un lado y usando el pedal del freno para bloquear las ruedas delanteras al girar. Mientras el coche da la vuelta, se engrana una marcha hacia adelante.
En coches con tracción delantera, el embrague debe ser pisado mientras se realiza la maniobra.

## Récord mundial
El giro en J más estrecho fue realizado en un Renault Twingo, entre dos barreras separadas por 378 centímetros. La longitud diagonal del Twingo es de 370 cm, por lo que Terry Grant, el conductor, sólo tuvo 4 cm de margen a cada lado del vehículo. Esto ocurrió en el National Exhibition Centre en Birmingham, Reino Unido, en el show de Pistonheads, entre el 11 y el 13 de enero de 2008.